# Tiangong 3

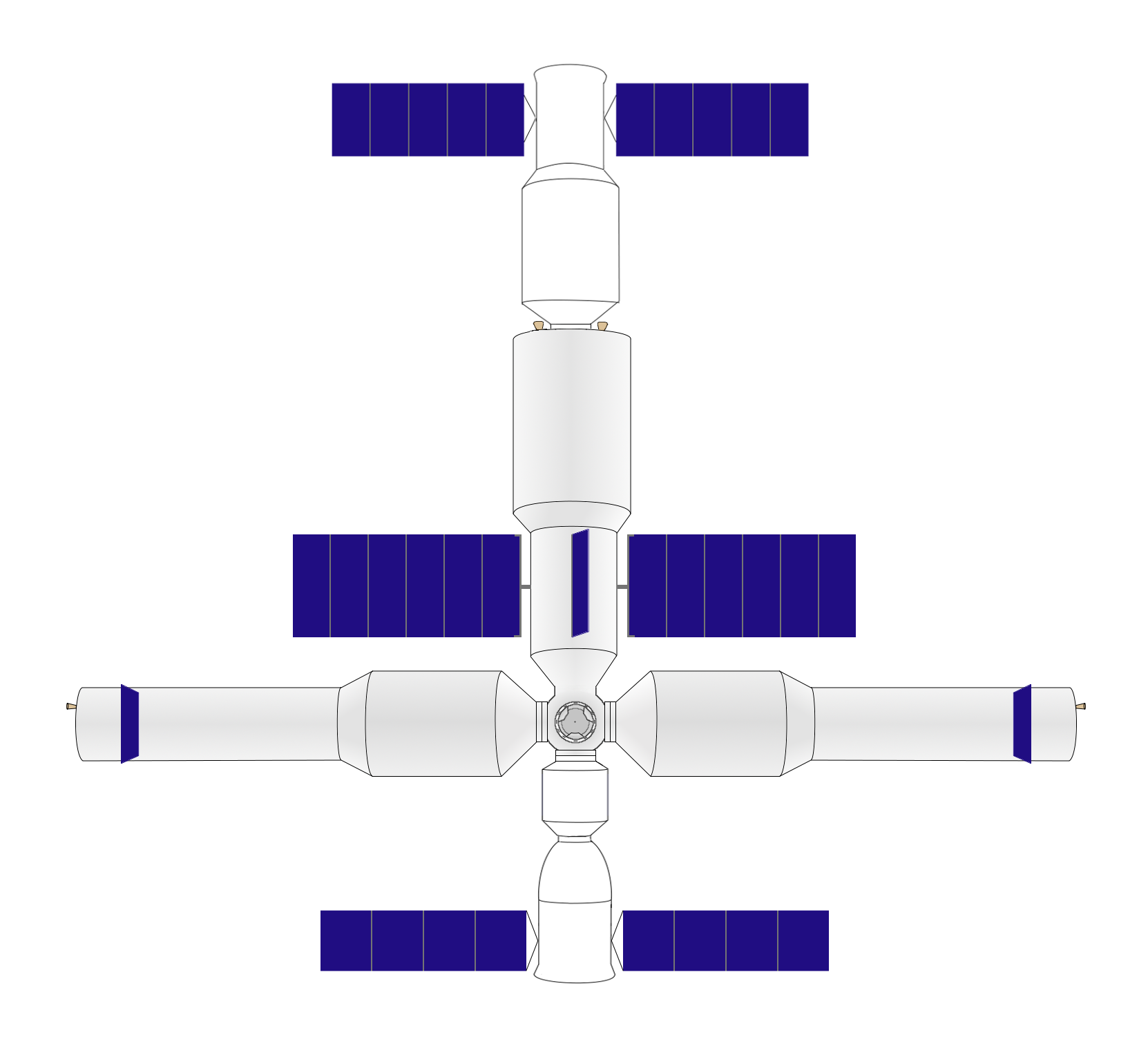
Diagrama hipotético da estação espacial Tiangong 3.

Tiangong-3 (chinês: 天宫三号, pinyin: Tiāngōng sānhào, lit. ‘Palácio Celestial 3’) foi uma estação espacial chinesa proposta como parte do programa Tiangong. A Administração Espacial Nacional da China esperava lançar essa estação por volta de 2015, após o lançamento da Tiangong-2, que esttava planejada para 2013. Os objetivos das duas estações foram unidos, por isso a Tiangong-3 foi cancelada.